# Rakka
Rakka (arabul: الرقة ar-Raqqah, ókori, latin nevén: Callinicum) város Szíria északi részén, Aleppótól mintegy 160 kilométerre keletre. Az azonos nevű Rakka kormányzóság központja. Az Eufrátesz folyó partján fekvő városnak 220 ezer lakosa volt a 2004-es népszámláláskor.
A város 796 és 809 idején a virágkorát élő abbászida kalifátus fővárosa volt, Hárún ar-Rasíd kalifa alatt.
A szíriai polgárháború (2011-) alatt az Iszlám Állam foglalta el, melynek székhelyévé vált.
A dzsihádista szervezet a nem szunnita vallási építményeket, így az impozáns síita Uvajsz al-Karani-mecsetet is lerombolta.
A város a szíriai kormányerők, a nyugati szövetségesek és az oroszok légitámadásainak célpontjává vált. 2017 októberében az USA által támogatott szíriai milíciák teljesen visszafoglalták az Iszlám Államtól.

## Története

### A hellenisztikus és a bizánci korszak
Rakka régióját már az antikvitás hajnala óta lakják, amint ezt a Zeidan és az al-Bi'a tellek (településhalmok) bizonyítják. Utóbbit a Tuttul nevű babiloni várossal tekintik azonosnak.

A mai várost a hellenisztikus korszakban alapította Nikephorion (görög: Νικηφόριον) néven I. Szeleukosz, aki Kr. e. 358 és Kr. e. 281 szeptembere között uralkodott. Utóda, II. Szeleukosz Kallinikosz továbbépíttette a várost és saját nevét adta neki: Kallinikosz (ógörög Καλλίνικος), amiből a római korszakban Callinicum lett.)
A római uralom alatt Osroene provincia része volt, de a 4. századra lehanyatlott. I. León bizánci császár (uralkodott: uralkodott 457. február 7. – 474. január 18.) 466-ban újraépíttette és ő is saját magáról nevezte el, Leontopolisznak ("Leó városa", görögül Λεοντόπολις). A Kallinikosz név is tovább élt. 
Fontos szerepet játszott a Bizánc és az újperzsa birodalom közti kapcsolatokban, illetve a két birodalom közti háborúkban. Hivatalosan, szerződésben elismerten is a két birodalom közti egyik kereskedelmi közvetítő állomás volt, Niszibisz és Artaxata mellett.
542-ben I. Huszrau (görög: Khoszroész) perzsa király (501 – 579. január 31.) lerombolta a város erődítményeit és a lakosait Perzsiába hurcoltatta. I. Iusztinianosz bizánci császár (görög Ιουστινιανός, uralkodott 527. augusztus 1. – 565. november 14./15.) azonban újjáépíttette. 580-ban egy újabb háborúban a város mellett aratott győzelmet a perzsák felett a későbbi Maurikiosz császár, visszatérőben a Kteszifón elfoglalásáért indított sikertelen hadjáratáról.

A 6. században Kallinikosz az asszír monaszticizmus egyik központjává vált. Hírnévre tett szert az al-Bi'a tellen épített Szent Zákeus kolostor. Egy ottani mozaikfelirat 509-ben születhetett, ami megegyezhet a kolostor alapításának dátumával. A 10. századig sokszor említik a kolostort a források. Ismert hely volt "az oszlop kolostora' (Bīzūnā, vagy 'Dairā d-Esţunā') is. A város a történelmi Diyār Muḍar, Felső-Mezopotámia nyugati részének egyik legfontosabb települése volt. A 9. században, amikor Rakka az abbászida kalifa fővárosa volt, ez utóbbi kolostor volt a szír egyház pátriárkáinak a székhelye.

## A korai püspökség
Callinicum korán keresztény püspökséggé vált. 388-ban Nagy Theodosius császárt arról értesítették, hogy egy keresztény tömeg a püspökök vezetésével lerombolta Callinicum zsinagógáját. A császár utasítást adott, hogy a püspök költségére építsék újra a zsinagógát. Szent Ambrus erre azt írta a császárnak, hogy az utasítása „annak a veszélynek teszi ki a püspököt, hogy vagy az igazság ellenében cselekszik, vagy meghal”. A császár erre visszavonta a parancsot.
A callinicumi püspök Damianus rész vett a khalkédóni zsinaton 451-ben és 458-ban az egyik aláírója volt a levélnek, amelyet a provincia püspökei Proteriosz alexandriai görög pátriárka halála után I. León bizánci császárnak írtak. 518-ban Paulus püspököt megfosztották hivatalától, mivel a Kalkhédón-ellenes, miofizita Antiokhiai Severus pátriárkához csatlakozott.
A 6. század közepén Callainicumnak volt egy Ioannes nevű püspöke. Ugyanebben a században a Notitiae Episcopatuum a provinciai metropolitai székhely Edessza szuffragáneus püspökségeként sorolta fel.
Ma már nem tényleges püspöki székhely. A római katolikus egyház a maronita egyház címzetes püspöki székhelyeként tartja számon.

## Fordítás
Ez a szócikk részben vagy egészben  az   Al-Raqqah című angol Wikipédia-szócikk fordításán alapul.  Az eredeti cikk szerkesztőit annak laptörténete sorolja fel. Ez a jelzés csupán a megfogalmazás eredetét és a szerzői jogokat jelzi, nem szolgál a cikkben szereplő információk forrásmegjelöléseként.